# Abraham Isaac Kook
Abraham Isaac Kook (hebrejsky אברהם יצחק הכהן קוק‎, Avraham Jicchak ha-Kohen Kuk; 1865, Grīva, Ruské impérium – 1935, Jeruzalém, Britský mandát Palestina) byl první aškenázský vrchní rabín v britské mandátní Palestině, zakladatel náboženské sionistické ješivy Merkaz ha-rav, židovský myslitel, halachista, kabalista a proslulý znalec Tóry. V hebrejštině je znám jako הרב אברהם יצחק הכהן קוק‎, ha-Rav Avraham Jicchak ha-Kohen Kook nebo pod akronymem הראי״ה (HaRaAYaH) či jednoduše „ha-Rav.“ Byl jedním z nejvíce oslavovaných a nejvlivnějších rabínů 20. století.
Lze jej označit za duchovního otce moderního ortodoxního judaismu a v rámci judaismu i za hlavního ideologa moderního náboženského sionismu. Zrození politického sionismu a jeho vzestup a též samotnou Balfourovou deklaraci považoval za důkaz, že nastala éra vykoupení židovského lidu. Samotné osídlování izraelské země, na němž se zpočátku významnou měrou podíleli sekulární a levicově orientovaní sionisté, vnímal jako krok vpřed na cestě ke konečnému vykoupení. Jeho přesvědčení se stalo jakousi spojnicí mezi náboženským judaismem a sekularismem, což vedlo k sbližování izraelské náboženské a světské autority.
Na učení Abrahama Isaaca Kooka mimo jiné navázal i jeho syn rabi Cvi Jehuda Kook, který otcovo humanistické pojetí sionismu "obohatil" především o politický fundamentalismus.